# Eremochelis macswaini
Eremochelis macswaini är en spindeldjursart som först beskrevs av Muma 1962.  Eremochelis macswaini ingår i släktet Eremochelis och familjen Eremobatidae. Inga underarter finns listade i Catalogue of Life.